# Repetor Wi-Fi
Un repetor Wi-Fi sau extender Wi-Fi, în română uneori folosiți și termenii "extender", "repeater", “wireless repeater”, “repetor wireless”, “repetor WiFi”, “range extender” sau impropriu denumit "amplificator de semnal wireless", este un punct de acces Wi-Fi compact, de mici dimensiuni, care se conectează ca și client la un Wi-Fi deja existent, al unui ruter Wi-Fi sau punct de acces Wi-Fi, și apoi acesta creează încă o rețea Wi-Fi pentru conectarea clienților care se află în zone fără semnal, astfel extinzând suprafața acoperită. Dispozitivul trebuie să respecte parte din standardele IEEE 802.11, specifice tehnologiei Wi-Fi. 

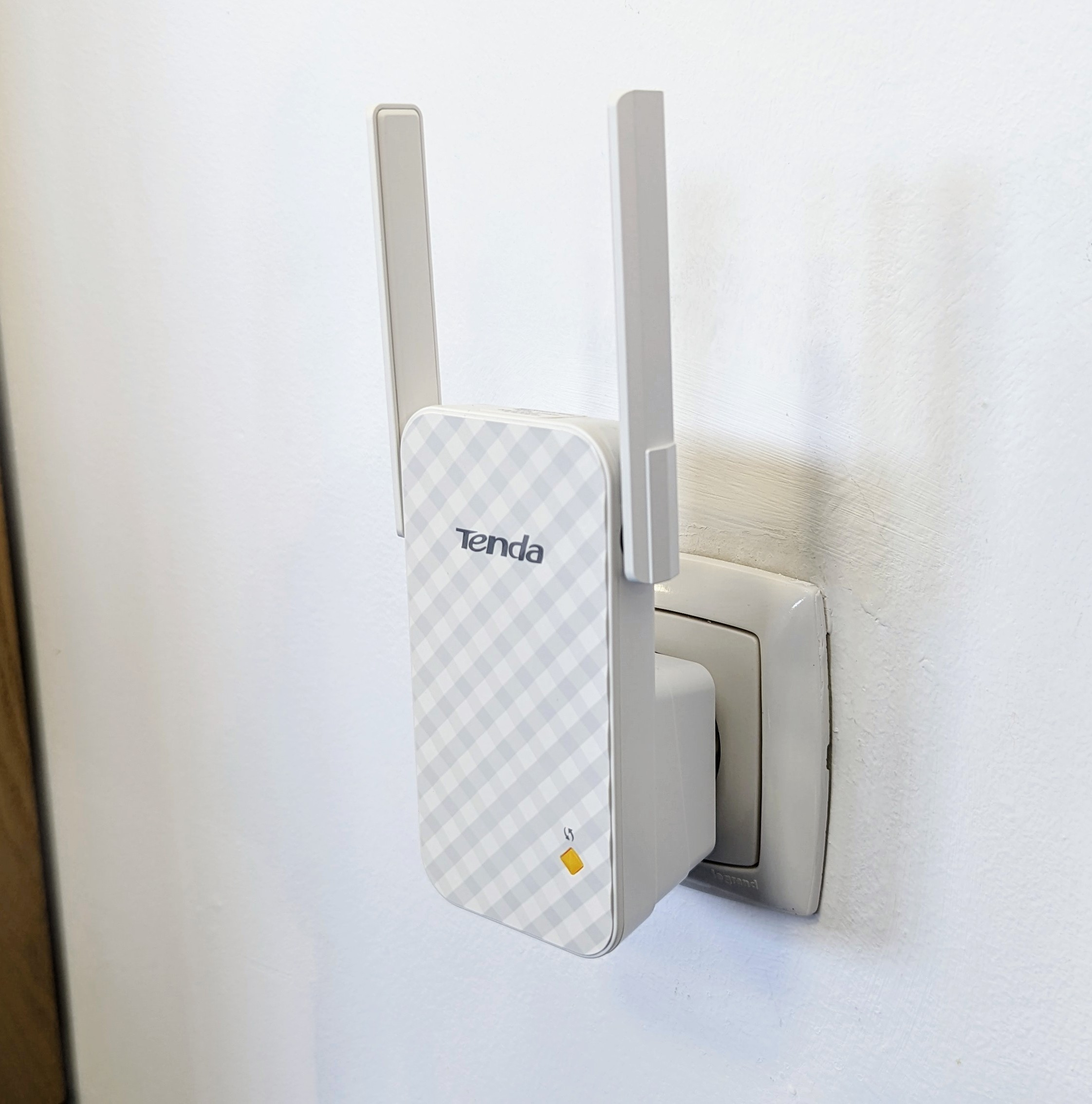
Repetor Wi-Fi, model Tenda A9.

Este important de menționat că termenii pot varia în funcție de producător și de regiune. Un repetor Wi-Fi este un dispozitiv care preia un semnal existent de la un router wireless sau un punct de acces wireless și îl retransmite pentru a crea o a doua rețea. Acesta este folosit pentru a extinde semnalul wireless dincolo de limita rețelei principale.

Trebuie menționat că un repetor Wi-Fi este impropriu denumit "amplificator de semnal Wi-Fi", deoarece nu amplifică, nu crește puterea semnalului, ci creează o nouă rețea iar dispozitivul poate fi pus la distanță de ruterul Wi-Fi, astfel extinzând suprafața acoperită.
Pentru o mai bună înțelegere, un repetor Wi-Fi poate fi descris ca un swici care se conectează fără fir, prin Wi-Fi, la o rețea de calculatoare, permițând astfel accesul la această rețea prin conexiune fără fir, prin Wi-Fi.

## Configurarea și înțelegerea termenului de repetor
Pentru a înțelege mai bine ce este de fapt un repetor Wi-Fi trebuie înțeleși pașii de configurare. În general, utilizatorul se conectează de pe un PC sau smartphone la o pagină web de configurare a aparatului, după ce în prealabil s-a conectat la rețeaua Wi-Fi implicită a extenderului, apoi pas cu pas extinde rețeaua din amonte.

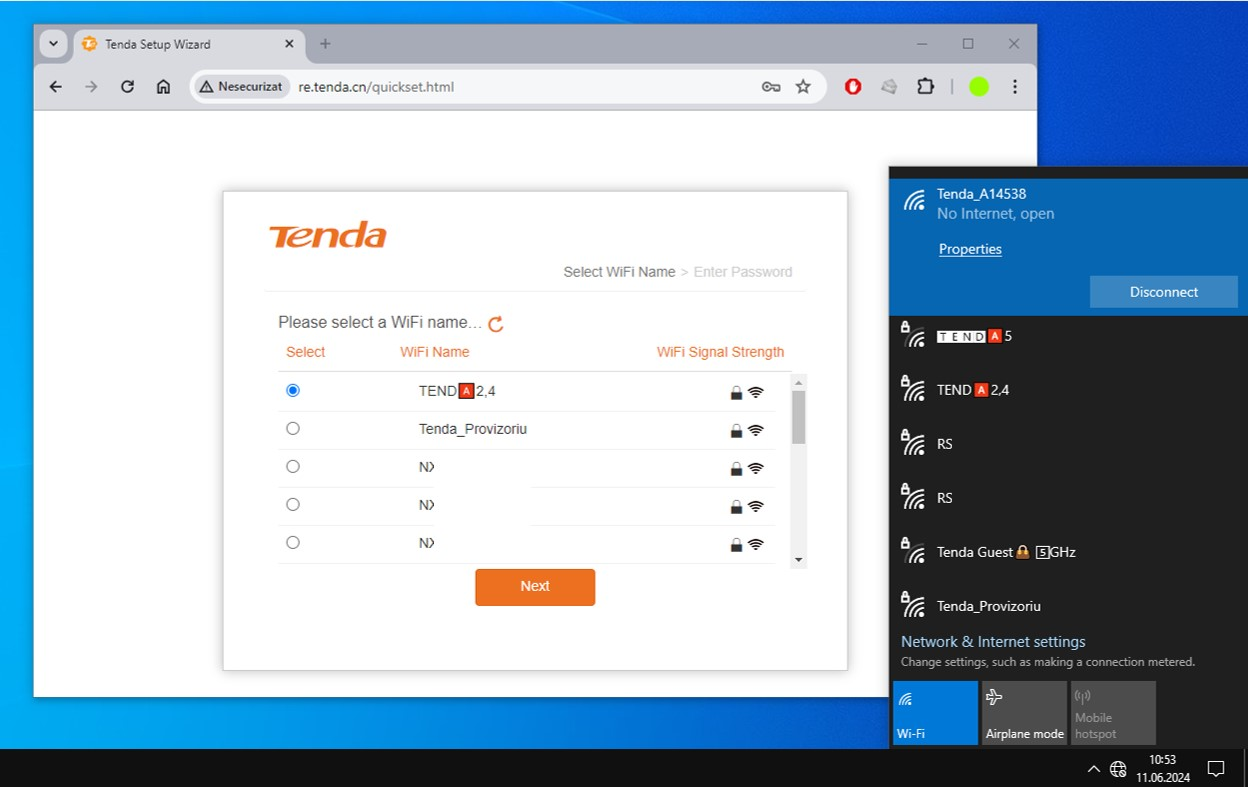
Utilizatorul după ce se conectează la Wi-Fi-ul implicit a repetorului, accesează o pagină de configurare pas cu pas și selectează rețeaua ce trebuie extinsă.

Ca exemplu, pentru un repetor Wi-Fi de la Tenda, clientul se conectează la rețeaua Wi-Fi implicită scrisă pe aparat. Apoi deschide un browser web și accesează local pagina de configurare, anume http://re.tenda.cn%5Bnefuncțională+–+%5D apoi urmează configuratorul pas cu pas în care în primă fază îi cere să selecteze rețeaua Wi-Fi ce trebuie extinsă, de obicei a ruterului Wi-Fi principal.

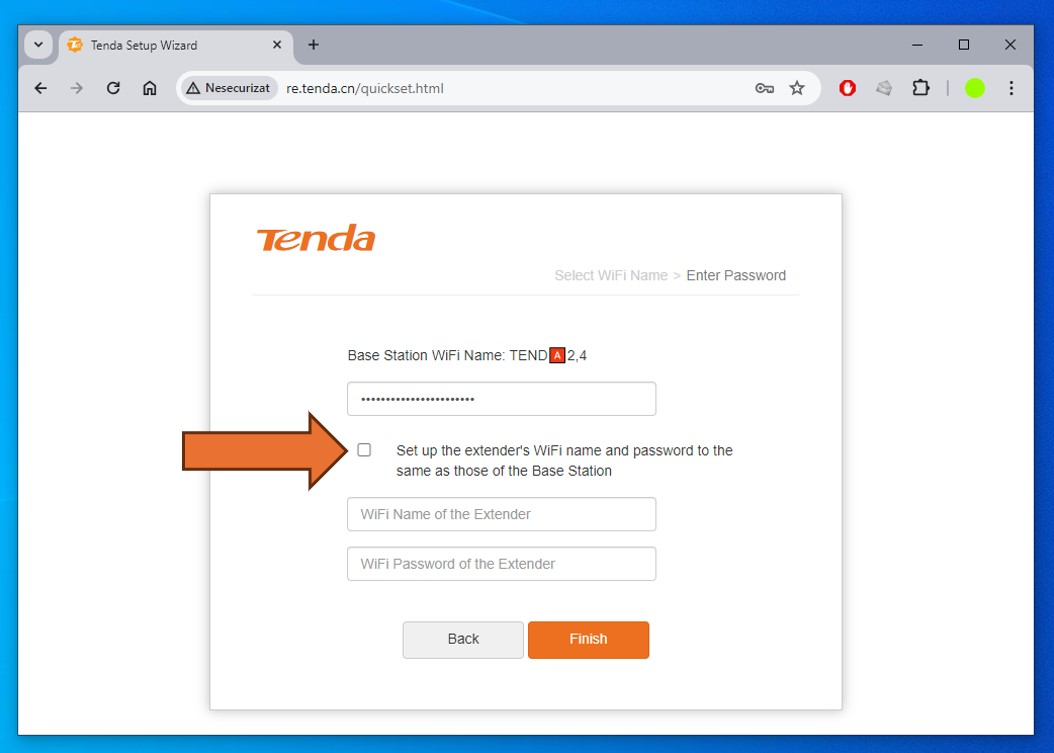
După introducerea parolei de conectare la Wi-Fi-ul din amonte acesta va crea și emite o rețea cu același SSID. Însă multe repetoare permit crearea unei rețele cu denumire și parolă diferite.

După ce parola rețelei care trebuie extinsă este introdusă, repetorul Wi-Fi va crea o nouă rețea cu aceeași denumire și parolă ca rețeaua inițială. Cu toate acestea, multe repetoare oferă flexibilitatea de a configura o rețea cu o denumire și o parolă diferite. 
Conceptul de a “repeta” denumirea și parola rețelei Wi-Fi extinse este motivul pentru care dispozitivul este numit “repetor Wi-Fi”.
După configurare, toți clienții conectați prin repetor o să primească, de exemplu, IP-uri de la serverul DHCP al ruterului Wi-Fi, iar rutarea traficului către Internet se va face tot de către ruter, astfel, funcționând ca un swici, însă nu prin cablu ci prin conexiune fără fir.
Repetorul Wi-Fi se va pune la o distanță optimă față de ruterul Wi-Fi la care e conectat, de obicei urmărind culorile LED-urilor de pe el. După reintroducerea în priză acesta trebuie să se reconecteze la rețeaua setată în configuratorul pas cu pas.  

## Diferențe dintre punctul de acces și repetorul Wi-Fi
Articol principal: Punct de acces Wi-Fi

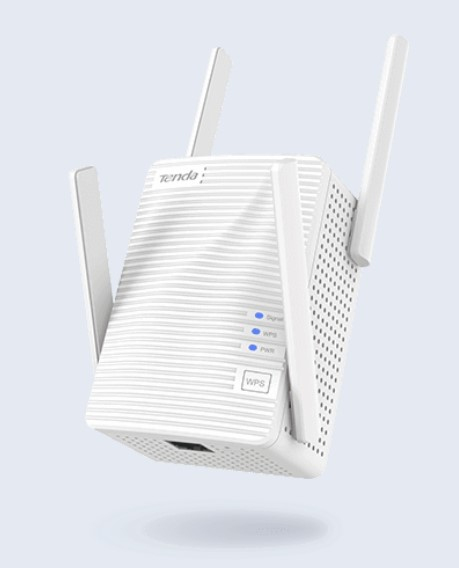
Tenda A21 este un dispozitiv de mici dimensiuni pentru extinderea rețelei Wi-Fi, cunoscut în piață ca extender sau repetor Wi-Fi. A se observa portul RJ-45 Ethernet din partea de jos.

În general un punct de acces Wi-Fi (AP) se diferențiază de un repetor Wi-Fi (range extender, repeater) prin faptul că AP-ul se conectează prin cablu la rețeaua principală iar repetorul se conectează prin Wi-Fi la rețeaua principală, rețeaua ce trebuie extinsă. Apoi ambele emit o rețea Wi-Fi pentru a permite dispozitivelor să acceseze rețeaua principală.
Unele repetoare Wi-Fi permit ca conectarea la rețeaua din amonte să fie făcută și printr-un cablu LAN, astfel aceste echipamente de mici dimeniuni pentru extinderea rețelei Wi-Fi, devin în fapt AP-uri. Ca exemplu, Tenda A21 are un port RJ45 în partea de jos care permite conectarea unui cablu de rețea, apoi din interfața locală de configurare se poate seta aparatul să funcționeze în modul AP.

Diferența dintre AP și repetor este mediul de comunicare cu rețeaua din amonte, rețeaua principală, rețeaua ce trebuie extinsă, anume: AP-ul utilizează un mediu ghidat precum un cablu pe cupru sau fibră optică iar repetorul utilizează un mediu neghidat, anume unde electromagnetice, prin Wi-Fi. 
Însă, ambele pot fi considerate puncte de acces la rețea prin conexiune fără fir.
În general repetoarele Wi-Fi dedicate au o interfață de configurare mult simplificată și nu suportă moduri de gestionare avansate.
O altă caracteristică a multor repetoare este că acestea creează o rețea Wi-Fi cu aceeași parolă, SSID (denumire rețea Wi-Fi) și algoritm de criptare ca rețeaua din amonte pe care o extind, însă acest lucru poate fi modificat ulterior in interfața de gestionare sau chiar în timpul procesului inițial pas cu pas de configurare.

## Standarde Wi-Fi
Articol principal: Wi-Fi
Există multe standarde de date wireless care au fost introduse pentru punctul de acces fără fir , inclusiv pentru repetoarele Wi-Fi și pentru ruterul fără fir . Au fost create noi standarde pentru a satisface nevoia tot mai mare de conexiuni wireless mai rapide. Punctele de acces pot oferi compatibilitate cu protocoalele Wi-Fi mai vechi, deoarece multe dispozitive au fost fabricate pentru a fi utilizate cu standarde mai vechi.  În tabelul de mai jos se prezintă diverse caracteristici pentru Wi-Fi:
| Versiune Wi-Fi | Numele tehnic | Anul lansării | Lățimea canalelor benzii de 2.4GHz       | Lățimea canalelor benzii de 5GHz         | Lățimea canalelor benzii de 6GHz         | Rata maximă teoretică | Caracteristici cheie |
| -------------- | ------------- | ------------- | ---------------------------------------- | ---------------------------------------- | ---------------------------------------- | --------------------- | --- |
| Wi-Fi 7        | IEEE 802.11be | 2024          | 20 MHz, 40 MHz, 80 MHz, 160 MHz, 320 MHz | 20 MHz, 40 MHz, 80 MHz, 160 MHz, 320 MHz | 20 MHz, 40 MHz, 80 MHz, 160 MHz, 320 MHz | Până la 46 Gbps       | Suportă toate cele 3 benzi, utilizează o lățime de bandă de 320 MHz, o modulație de 4096-QAM și o tehnologie Multi-RU și Multi-Link.                                                                    |
| Wi-Fi 6E       | IEEE 802.11ax | 2020          | 20 MHz, 40 MHz, 80 MHz, 160 MHz          | 20 MHz, 40 MHz, 80 MHz, 160 MHz          | 20 MHz, 40 MHz, 80 MHz, 160 MHz          | Până la 9.6 Gbps      | Extinde Wi-Fi 6 prin adăugarea unei benzi de 6 GHz, oferind o lățime de bandă suplimentară de 1200 MHz peste cei 500 MHz oferiți de 5 GHz. Suportă până la 14 canale de 80 MHz sau 7 canale de 160 MHz. |
| Wi-Fi 6        | IEEE 802.11ax | 2019          | 20 MHz, 40 MHz, 80 MHz, 160 MHz          | 20 MHz, 40 MHz, 80 MHz, 160 MHz          | Nu are această bandă.                    | Până la 9.6 Gbps      | Suportă toate caracteristicile Wi-Fi 5, adaugă îmbunătățiri pentru performanță în locuri aglomerate, suportă 1024-QAM, MIMO și MU-MIMO pentru viteze mai rapide.                                        |
| Wi-Fi 5        | IEEE 802.11ac | 2014          | Nu are această bandă.                    | 20 MHz, 40 MHz, 80 MHz, 160 MHz          | Nu are această bandă.                    | Până la 3.5 Gbps      | Introduce suport pentru date care depășesc un gigabit, suport pentru beamforming, MU-MIMO, lățime de canal de 160 MHz și patru fluxuri spațiale.                                                        |
| Wi-Fi 4        | IEEE 802.11n  | 2009          | 20 MHz, 40 MHz                           | 20 MHz, 40 MHz                           | Nu are această bandă.                    | Până la 600 Mbps      | Primul standard care permite folosirea a două benzi de frecvențe radio: 2,4 GHz și 5 GHz, introduce MIMO (multiple-input-multiple-output).                                                              |
| Wi-Fi 3        | IEEE 802.11g  | 2003          | 20 MHz                                   | Nu are această bandă.                    | Nu are această bandă.                    | Până la 54 Mbps       | A fost adoptat pe scară largă, în timp ce Wi-Fi 2 a avut o prezență limitată în setările de afaceri. |
| Wi-Fi 2        | IEEE 802.11a  | 1999          | Nu are această bandă.                    | 20 MHz                                   | Nu are această bandă.                    | Până la 54 Mbps       | A fost lansat în același timp cu Wi-Fi 3, dar a avut o prezență limitată în setările de afaceri. |
| Wi-Fi 1        | IEEE 802.11b  | 1999          | 22 MHz                                   | Nu are această bandă.                    | Nu are această bandă.                    | Până la 11 Mbps       | A fost adoptat pe scară largă, în timp ce Wi-Fi 2 a avut o prezență limitată în setările de afaceri. |

Notă: Ratele maxime teoretice sunt valori ideale și pot varia în funcție de condițiile de rețea, distanță și tipul de hardware folosit.